# چغندر گاوی
چغندر گاوی (که چغندر علوفه هم نامیده شده) گونه‌ای از چغندر است که بیشتر به صورت غذای دام‌ها بکار می‌رود.
چغندر گاوی به شکل یک بیخ بزرگ از گیاه است با رنگ‌های آبی، زرد یا نارنجی-زرد که در سده هیجدهم به منظور تغذیه دام‌ها پرورش داده شد.
از چغندر گاوی بیشتر برای تغذیه گاو، خوک و دیگر دام‌ها استفاده می‌شود اما شکل نورس آن توسط انسان نیز خورده می‌شود.